# はらひろし。
はら ひろし。（1958年4月5日 - ）は、日本のアニメーション作家、漫画化。グループえびせんの創立メンバー。日本アニメーション協会会員。

## 概要
本名は原 裕司（はら ひろし）。愛知県瀬戸市出身。東京歯科大学卒業。日本アニメーション協会の第1回アニメーションワークショップ受講生。
歯科医の傍ら、アニメーション自主制作、イラスト、漫画などを制作。ペーパーアニメでギャグ、コメディ性の高い作品を発表した。代表作は「セメダインボンド」シリーズなど。またグループえびせんの上映会では、会長の片山雅博との掛け合い司会が名物となった。
1990年代後半よりマッキントッシュを使用したアニメーション制作を開始、1997年5月12日、NHK教育の「プチプチ・アニメ」枠で新作の『ミスターボンド』が放映された。

## 作品リスト
主な代表作には以下がある。
- 『セメダインボンドとG17号』（1979年、8mm、2分30秒）PAF6 ギャグ世界賞、東映アニメーションコンクール 金賞
- 『セメダインボンドは2度やる！』（1980年、8mm、4分）
- 『セメダインボンドは永遠に』（1984年、8mm、10分47秒）
- 『わしゃあサンタだ！』(1984年、8mm、1分50秒）
- 『わしゃあサンタだ！ 2 休憩の前に』(1985年、8mm、1分20秒）
- 『わしゃあサンタだ！ 3』(1986年、8mm、1分）
- 『わんぱく玉子の大蛇退治』(1987年、8mm、1分15秒）
- 『ミスターボンド』（1997年、NHK教育）